# بثار طفحي حاد معمم
البُثار الطفحي الحاد المعمم (أيه جي إي بّي)، يُعرف أيضًا باسم الطفح الدوائي البثري أو البثار السمي، رد فعل جلدي نادر يرتبط في 90% من الحالات بالعلاج الدوائي.
يتميز البثار الطفحي الحاد المعمم بحدوث اندفاعات جلدية مفاجئة تظهر وسطيًا بعد خمسة أيام من بدء تناول الدواء. تظهر الاندفاعات على شكل بثرات، أي نتوءات جلدية حمراء مبيضّة أو حمراء صغيرة تحتوي على مادة غائمة أو قيحية (صديد). تزول الآفات الجلدية عادة في غضون 1-3 أيام من إيقاف الدواء المسبب. لكن، تترافق الحالات الأكثر شدة باضطراب أكثر استمرارًا قد يختلط بالتهابات جلدية ثانوية و/أو إصابة الكبد والرئة و/أو الكليتين.
تُعتبر اضطرابات الاستجابة الجلدية الضارة الشديدة (سكار) تنشيطًا دوائيًا للخلايا التائية التي تبدأ بعدها الاستجابات المناعية الفطرية والتي تُوجه ضد الأنسجة الذاتية توجيهًا خاطئًا. تشير الدراسات التي أجريت على متلازمة التفاعل الدوائي بفرط الحمضات والأعراض الجهازية (دريس)، ومتلازمة ستيفنز جونسون (إس جاس إس)، وتقشر الأنسجة المتموتة البشروية التسممي (تي إي إن)، والتداخل بين متلازمتي ستيفنز جونسون وتقشر الأنسجة المتموتة البشروية التسممي إلى أن العديد من الأفراد لديهم استعداد لحدوث هذه التفاعلات تجاه دواء معين بناءً على تعبيرهم المحدد وراثيًا عن مستضدات الكريات البيض البشرية (أي الهلا) أو الأليلات أو مستقبلات الخلايا التائية و/أو كفاءتها في الامتصاص، والتوزيع في الأنسجة، والاستقلاب، و/أو طرح دواء معين ما يحفز الاستجابة الجلدية الضارة الشديدة. لم يُثبت وجود هذا الاستعداد المسبق في البثار الطفحي الحاد المعمم.

## العلامات والأعراض
يعد البثار الطفحي الحاد المعمم اندفاعًا دوائيًا حادًا يتميز بوجود العديد من البثرات الصغيرة العقيمة وغير الجرابية التي تظهر في مناطق كبيرة من الجلد الأحمر المتورم عادة في غضون أيام من تناول دواء محرض. غالبًا ما يسبب الطفح الجلدي الحكة وترافقها الحمى، والصداع، وكثرة العدلات وفرط الحمضات في الدم، وترتفع مستويات مشعرات الالتهاب في الدم (أي سرعة ترسب الدم والبروتين سي المتفاعل). يزول الطفح الجلدي عادةً في غضون أسبوع من إيقاف الدواء المسبب للمرض.
أُبلغ عن حدوث مضاعفات نادرة مثل إصابة الرئة ونخاع العظم في البثار الطفحي الحاد المعمم. مع ذلك، تزول إصابة هذه الأعضاء عادة مع زوال الطفح الجلدي. عادةً ما يكون سير البثار الطفحي الحاد المعمم معتدلًا، إذ لا يترافق مع مضاعفات مهددة للحياة على الرغم من أن حدوث عدوى إضافية في مناطق الآفات الجلدية قد يكون خطيرًا أو حتى مهددًا للحياة. يقدر معدل الوفيات بسبب البثار الطفحي الحاد المعمم بأقل من 5%.

## السبب
ترتبط حوالي 90% من تفاعلات البثار الطفحي الحاد المعمم بالأدوية، في حين ترتبط باقي الحالات بعوامل معدية وعوامل أخرى.

### الأدوية
تشمل قائمة الأدوية التي أٌبلغ عنها والتي ارتبطت بحالات البثار الطفحي الحاد المعمم البنسلين، والأمينوبنسلين، والماكروليدات، والكينولونات، والسلفوناميدات، وهيدروكسي كلوروكوين، وتيربينافين، والديلتيازيم. تتواجد قائمة شاملة أكثر للأدوية وهي مصنفة حسب استعمالها العلاجي:
- المضادات الحيوية: البنسلين، الأمبيسلين، أموكسيسيلين، كليندامايسين، سيفالكسين، سيفيبيم، سيفوكسيتين، سيفازولين، السلفوناميدات بمختلف أنواعها، الكينولونات بمختلف أنواعها، فانكومايسين، الليفوفلوكساسين، إيميبينيم، الميروبينيم، بريستيناميسين.
- مضادات الفطريات: تيربينافين، الكيتوكونازول، فلوكونازول.
- مضادات الالتهاب: أسبرين، سيليكوكسيب.
- عوامل أخرى: هيدروكسي كلوروكين (عامل مضاد للملاريا)، ديلتيازيم (حاصر قنوات الكالسيوم)، أوميبرازول (مثبط مضخة البروتون)، كلينبوتيرول (مضاد احتقان، موسع قصبي)، هيدروكسيزين (عقار مضاد للهيستامين)، وكلوبيدوغريل (وهو مثبط غير مباشر للصفيحات الدموية).

### العدوى البكتيرية
أبلغ عن ارتباط بعض الفيروسات بحدوث حالات من البثار الطفحي الحاد المعمم وذلك بغياب التحريض الدوائي الواضح، شملت هذه الفيروسات الفيروس الصغير ب 19، المفطورات، الفيروس المضخم للخلايا، فيروس كوكساكي بي 4، فيروس إبشتاين بار، المتدثرة الرئوية، الإشريكية القولونية والدودة الشريطية الشوكية. ما تزال الأسباب المرضية لحدوث هذه الحالات بمعزل عن الأدوية غير واضحة. لوحظ أيضًا ترافق العدوى الفيروسية مع حدوث حالات من متلازمة ستيفنز جونسون، أو تقشر الأنسجة المتموتة البشروية التسممي، أو كليهما رغم عدم تناول دواء مسبب.

### عوامل أخرى
ارتبطت الأدوية العشبية، ولدغات العنكبوت، والأيوباميدول (مادة ظليلة تشخيصية تستخدم لتصوير النخاع)، وطِلاء اللّك، والزئبق، والسورالين (يستخدم مع الأشعة فوق البنفسجية لعلاج الصدفية)، والغريب الحيوي بحدوث حالات من البثار الطفحي الحاد المعمم وفقًا لتقارير الحالة.

## الفيزيولوجيا المرضية
يعتبر البثار الطفحي الحاد المعمم، شأنه شأن باقي اضطرابات الاستجابة الجلدية الضارة الشديدة الناتجة عن تناول الأدوية؛ تفاعلًا تحسسيًا مفرطًا من الدرجة الرابعة ينتج عن تحريض الدواء أو مستقلبه للخلايا التائية القاتلة (أي خلايا سي دي 8 التائية) أو الخلايا التائية المساعدة (أي خلايا سي دي 4 التائية) ما يؤدي إلى بدء الاستجابة المناعية الذاتية التي تهاجم أنسجة الجسم. تُصنف الاستجابة الجلدية الضارة الشديدة ضمن النمط الرابع، الذي يتفرع إلى النوع بي (متلازمة دريس)، أو النوع سي (متلازمة ستيفنز جونسون، أو تقشر الأنسجة المتموتة البشروية التسممي أو كليهما)، أو النوع دي من النمط الرابع (البثار الطفحي الحاد المعمم). لذلك يختلف البثار الطفحي الحاد المعمم عن غيره من اضطرابات الاستجابة الجلدية الضارة الشديدة بحدوث أذية نسيجية بفعل العدلات المنشطة بشكل غير مناسب وإنتاج السيتوكينات المفرط الذي يحفز إنتاج العدلات وعملها في الأنسجة و/أو تفعيلها (إنترلوكين 8، إنترلوكين 17، والعامل المنبه لمستعمرات المحببات والبلاعم) ويحفز جهاز المناعة الفطرية والاستجابة المناعية (إنترلوكين 22).
يختلف البثار الطفحي الحاد المعمم أيضًا عن باقي اضطرابات الاستجابة الجلدية الضارة الشديدة من ناحية مستوى الأدلة الداعمة للآلية الكامنة التي يقوم عبرها الدواء أو مستقلبه بتحفيز الخلايا التائية بنوعيها سي دي 8 أو سي دي 4، إذ تشير الدراسات إلى أن الآلية التي يطلق عبرها الدواء أو مستقلباته هذا التحفيز تتضمن تدمير سبل تجلية المستضد في جهاز المناعة الفطرية. يرتبط عقار ما أو مستقلبه ارتباطًا تساهميًا مع بروتين مضيف ليشكل حاتمة غير ذاتية ومرتبطة بالعقار. تأخذ الخلية المقدمة للمستضد (أيه بّي سي) هذه البروتينات؛ وتهضمها إلى ببتيدات صغيرة، وتضع الببتيدات في ثلم على سطح مستضد الكريات البيض البشرية (أي الهلا) وهو مكون في معقد التوافق النسيجي الأعظمي (أي إم إتش سي)؛ ويقدم الببتيدات المرتبطة بمعقد التوافق النسيجي الأعظمي إلى الخلايا التائية القاتلة (سي دي 8) أو الخلايا التائية المساعدة (سي دي 4). قد ترتبط تلك الببتيدات التي تعبر عن حاتمة غير ذاتية مرتبطة بالأدوية على مستضد الكريات البيضاء البشرية أيه أو بي، أو سي، أو دي إم، أو دي أو، أو دي بّي، أو دي كيو، أو دي آر بمستقبلات الخلايا التائية لتحرض الخلية الأم الحاملة للمستقبلات على مهاجمة أنسجة الجسم. بدلًا من ذلك، قد يحفز دواء أو مستقلب أيضًا الخلايا التائية عن طريق الدخول في الثلم الموجود على بروتين مستضد الكريات البيضاء البشرية ليعمل كحاتمة غير ذاتية، ويرتبط خارج هذا الثلم لتغيير بروتين المستضد بحيث يشكل حاتمة غير ذاتية، أو يتجاوز الخلية المقدمة للمستضد عن طريق الارتباط مباشرة بمستقبلات الخلايا التائية. مع ذلك، يجب أن ترتبط الحاتمات غير الذاتية بنمط مصلي معين من المستضد لتحفيز الخلايا التائية ويعبر البشر عن حوالي 13,000 نمط مصلي مختلف من المستضد في حين يعبر الفرد الواحد عن جزء صغير منها فقط. نظرًا لكون الدواء أو المستقلب المحفز للاستجابة الجلدية الضارة الشديدة يتفاعل مع واحد أو عدد قليل من الأنماط المصلية للمستضد، تقتصر قدرتها على إحداث الاستجابة الجلدية الضارة الشديدة على الأفراد الذين يعبرون عن أنماط المستضد المصلية التي يستهدفها الدواء أو المستقلب. بالتالي، يمتلك عدد قليل جدًا من الأفراد الاستعداد لحدوث الاستجابة الجلدية الضارة الشديدة بسبب عقار معين على أساس تعبيرهم عن الأنماط المصلية للمستضد. حددت الدراسات عدة أنماط مصلية للمستضد مرتبطة بتطور متلازمات دريس وستيفنز جونسون، وتقشر الأنسجة المتموتة البشروية التسممي أو كليهما استجابة للأدوية المختلفة التي تسبب هذه الاضطرابات، طورت أيضًا اختبارات لتحديد الأفراد الذين يعبرون عن هذه الأنماط المصلية، وبالتالي تقرر أن على أولئك الأشخاص تجنب الدواء المضر. لم تحدد بعد الأنماط المصلية للمستضد المرتبطة بالبثار الطفحي الحاد المعمم والأدوية المسببة له. حددت دراسة أجريت في عام 1995 أن المستضدات بي 51، ودي آر 11، ودي كيو 3 لأنماط مصلية غير معروفة مرتبطة بحدوث البثار الطفحي الحاد المعمم ولكن لم تؤكد النتائج، ووُسعت الدراسة لتحديد الأنماط المصلية المرتبطة بالمرض، وبالتالي فهي مفيدة في تحديد الأفراد المهيئين للإصابة بالبثار الطفحي الحاد المعمم استجابة لأي دواء. بالمثل، ارتبط متغير معين لمستقبلات الخلايا التائية بتطور متلازمة التفاعل الدوائي بفرط الحمضات والأعراض الجهازية ومتلازمة ستيفنز جونسون، أو تقشر الأنسجة المتموتة البشروية التسممي أو كليهما، ولكن لا علاقة له بحدوث البثار الطفحي الحاد المعمم.
اكتُشف وجود دور لمتغيرات الإيه دي إم إي (أي كفاءة الأفراد في امتصاص الدواء وتوزيعه واستقلابه وطرحه) في حدوث متلازمة دريس وستيفنز جونسون وتقشر الأنسجة المتموتة البشروية التسممي أو كليهما. تؤثر هذه المتغيرات على مستويات الدواء وعمره النصفي أو عمر مستقلبه في الأنسجة، وبالتالي تؤثر على قدرة الدواء أو مستقلبه في إحداث الاستجابة الجلدية الضارة الشديدة.
في حالات نادرة، أُبلغ عن حدوث بثار طفحي حاد معمم لدى الأفراد الذين يعانون من طفرات فقد وظيفي في جين IL36RN. يرمز هذا الجين لمضاد مستقبلات الإنترلوكين 36. يمنع هذا الأخير النشاطات المحرضة للالتهاب التي تنشطها سيتوكينات الإنترلوكين 36 (IL36A، IL36B، IL36G) في الخلايا الكيراتينية، والخلايا الزليليّة، والخلايا التغصنية، والخلايا البلعمية الكبيرة، والخلايا التائية. تؤدي هذه الوظيفة عن طريق الارتباط بمستقبلات السيتوكينات هذه التي تدعى IL1RL2 و IL1RAP، دون أن تنشطها، وبالتالي تتداخل مع ارتباط سيتوكينات الإنترلوكين 36 مع المستقبلات المذكورة وتحفيزها. مع ذلك، أُبلِغ عن وجود طفرة الفقد الوظيفي في IL36RN في حالات الصدفية البثرية المعممة. أدى وجود هذه الطفرة في اضطرابين غير مرتبطين ظاهريًا إلى اقتراحات حول إعادة دراسة البثار الطفحي الحاد المعمم وإعادة النظر في تصنيفه ضمن اضطرابات الاستجابة الجلدية الضارة الشديدة أو تصنيفه كشكل من أشكال الصدفية.